# 난부 도시타다

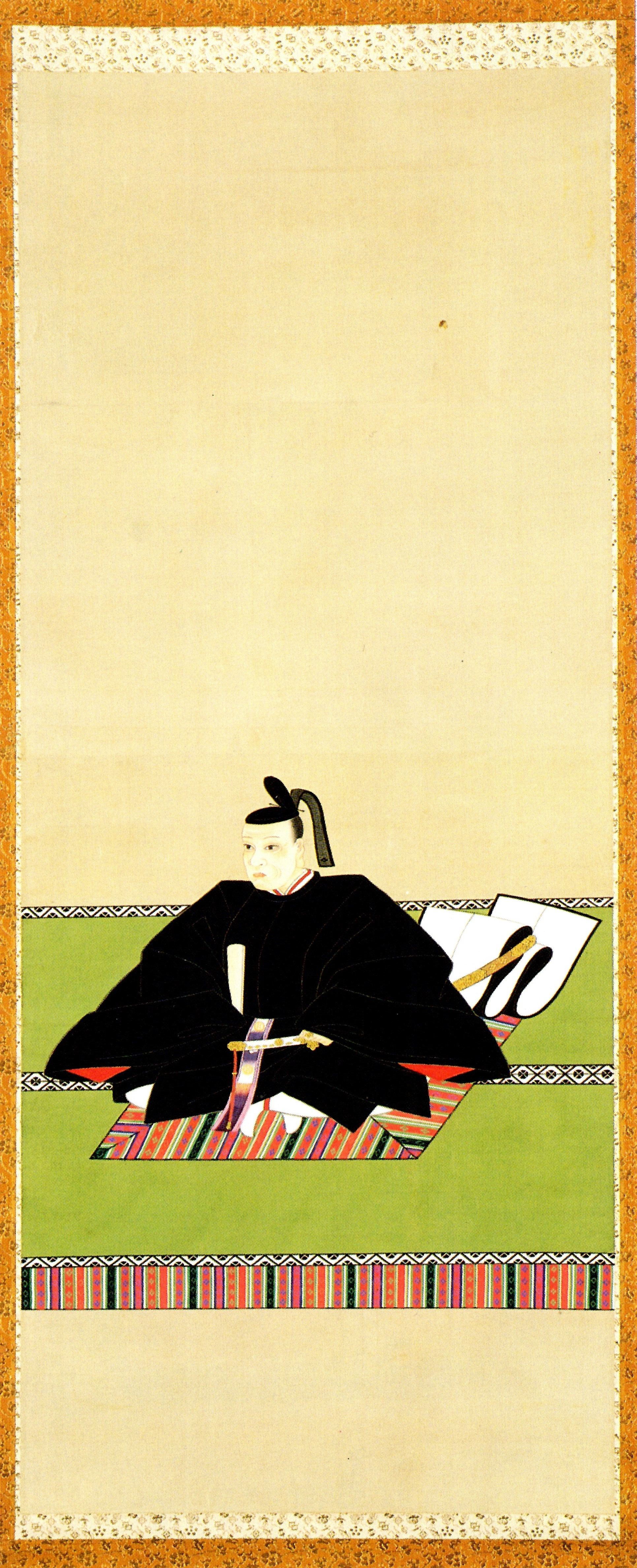
난부 도시타다 초상화

난부 도시타다(일본어: 南部利済, 1797년 10월 18일 ~ 1855년 5월 29일)는 모리오카번의 12대 번주이다. 관위는 종4위하, 시나노노카미(信濃守)이다.
폐적자 난부 도시노리의 둘째 아들이다. 1825년, 선대 번주 난부 도시모치가 사망하자, 그 양자가 되어 번주에 취임했다. 화려한 것을 좋아하고 여색을 탐한 것으로 유명하다. 1847년, 장남 도시토모에게 번주 자리를 물려주고 은거하였으며, 1855년에 사망하였다.
| 전임 난부 도시모치 | 제12대 모리오카번 번주 1825년 ~ 1847년 | 후임 난부 도시토모 |